# Vernois-sur-Mance
Vernois-sur-Mance é uma comuna francesa na região administrativa de Borgonha-Franco-Condado, no departamento de Alto Sona. Estende-se por uma área de 8,03 km². Em 2010 a comuna tinha 145 habitantes (densidade: 18,1 hab./km²).